# Johann Peter Bruggisser
Johann Peter Bruggisser (* 26. Juli 1806 in Wohlen; † 8. Januar 1870 ebenda; heimatberechtigt in Wohlen) war ein liberaler Schweizer Politiker und Richter. Er vertrat von 1848 bis 1866 den Kanton Aargau im Nationalrat.

## Biografie
Der Sohn des Fabrikanten Martin Bruggisser, der zu den bedeutendsten Strohgeflechtindustriellen der Schweiz gehörte, studierte Recht an den Universitäten München, Heidelberg, Freiburg im Breisgau und Göttingen. In München wurde er Mitglied des Corps Helvetia. In Göttingen wurde er 1828 ebenfalls bei dem dortigen Corps Helvetia aktiv. Danach war er als Rechtsanwalt tätig und übernahm zusammen mit seinen vier Brüdern die väterliche Firma. Nach dem Freiämtersturm von 1830 gehörte Bruggisser dem Verfassungsrat an, der eine neue, liberalere Kantonsverfassung ausarbeitete. Auch an den Verfassungsrevisionen von 1840 und 1851 war er beteiligt. Im Militär hatte er den Rang eines Obersten im Justizstab.
Von 1831 bis 1840 arbeitete Bruggisser als Präsident des Bezirksgerichts in Bremgarten, ebenfalls 1831 wurde er in den Grossen Rat gewählt, dem er ununterbrochen bis 1858 angehörte. Dabei hatte er massgeblichen Anteil an der Entstehung des aargauischen Zivilprozessgesetzes und des Zivilgesetzes. 1845 vertrat er als Abgesandter den Kanton Aargau an der eidgenössischen Tagsatzung. Im Jahr 1847 versuchte er als eidgenössischer Kommissär, den Kanton Nidwalden zur Austritt aus dem Sonderbund zu bewegen, hatte damit aber keinen Erfolg.
Nach der Gründung des schweizerischen Bundesstaates im Jahr 1848 trat Bruggisser mit Erfolg bei den ersten Parlamentswahlen an. Im Nationalräte sass er bis 1866. Zunächst war er ein Anhänger des liberalen Radikalismus gewesen, mässigte sich aber zusehends und vertrat wirtschaftsliberale Positionen. Von 1849 bis 1851 und von 1858 bis 1867 war er hauptberuflich als Richter am Aargauer Obergericht tätig. 1866 trat er als Nationalrat zurück.
Sein Sohn war der Aargauer Nationalrat Anton Bruggisser.